# Општина Клина
Општина Клина је општина у Републици Србији, у АП Косово и Метохија, која припада Пећком управном округу. Површина општине је 403 km².
На северу од општине Клина се налази општина Исток, на западу је општина Пећ, на југозападу је општина Ђаковица, на југу је општина Ораховац, на североистоку је општина Србица, а на истоку општина Глоговац.
До 1999. у општини је живело око 8.000 становника. Око 85 особа, већином Срба, је нестало, киднаповано или страдало током сукоба. С доласком НАТО снага, неалбанско становништво Клине је напустило општину, из страха од албанског окружења. Године 2002. мањи део избеглица се вратио, али су повратници 2004. већином поново прогнани.
Преостала српска заједница у општини живи лоше. Њихово кретање по општини је због проблема безбедности ограничено. Честе су пљачке, физички напади и малтретирање српског становништва, посебно старијих особа. Починиоци оваквих радњи се веома ретко процесуирају. Већи део становништва се бави пољопривредом, али своје производе тешко могу да пласирају. Становништво се у великој мери ослања на помоћ владе Републике Србије, преко Канцеларије за Косово и Метохију, а расподела средства зависи од привременог локалног органа власти.
Због лоше организованог плана развоја, велике незапослености и недовољне помоћи, добар део преосталог српског становништва размишља о напуштању Клине и продаји свог земљишта.

## Насељена места
У општини Клина постоје 64 насељена места. То су:
| - Балинце - Берково - Бича - Бобовац - Бокшић - Будисавци - Велики Ђурђевик - Велико Крушево - Видање - Влашки Дреновац - Волујак - Врмница - Голубовац - Горњи Петрич - Грабаница - Грабац - Гребник - Деич - Добра Вода - Добри Дол - Долац | - Долово - Доњи Петрич - Дреновац - Дреновчић - Дрсник - Дугоњиве - Душ - Душевић - Забрђе - Зајмово - Злокућане - Игларево - Јагода - Јеловац - Јошаница - Кијево - Клина - Клинавац - Кпуз - Крњинце - Лесковац | - Лозица - Мали Ђурђевик - Мало Крушево - Млечане - Наглавци - Плочице - Пограђе - Прчево - Радуловац - Реновац - Ресник - Рудице - Сврхе - Сићево - Скорошник - Ступ - Церовик - Црни Луг - Чабић - Ческово - Чупево - Штупељ |